# نیکو کوردیال
نیکو کوردیال (انگلیسی: Nikko Cordial) شرکت خدمات مالی ژاپنی است، که در سال ۱۹۴۴ تأسیس شد.